# Cettiidae
I Cettiidae Alström, Ericson, Olsson & Sundberg, 2006 sono una famiglia di uccelli dell'ordine Passeriformes classificata anteriormente come parte dei Sylviidae. Sono uccelli piccoli, tozzi e brunastri, con una coda più piccola di quella dei Locustelidae, molto simili tra loro. Tendono ad abitare le macchie e il sottobosco. I membri si trovano soprattutto in Asia e Africa, ma anche in Europa meridionale e Oceania. La maggior parte delle specie della famiglia è sedentaria, ma la Urosphena squameiceps è completamente migratrice, mentre l'Horornis diphone e la Cettia cetti sono migratori in alcune parti del loro areale. Alcune specie compiono migrazioni altitudinali.

## Tassonomia
Comprende i seguenti generi e specie:
- Genere Abroscopus
  - Abroscopus superciliaris (Blyth, 1859)
  - Abroscopus albogularis (Moore, 1854)
- Genere Phyllergates
  - Phyllergates cuculatus (Temminck, 1836)
  - Phyllergates heterolaemus Mearns, 1905
- Genere Tickellia
  - Tickellia hodgsoni (Moore, 1854)
- Genere Horornis
  - Horornis seebohmi (Ogilvie-Grant, 1894)
  - Horornis diphone (Kittlitz, 1830)
  - Horornis borealis (Campbell, 1892)
  - Horornis annae (Hartlaub & Finsch, 1868)
  - Horornis carolinae (Rozendaal, 1987)
  - Horornis parens (Mayr, 1935)
  - Horornis haddeni (Lecroy & Barker, 2006)
  - Horornis ruficapilla (Ramsay, 1875)
  - Horornis fortipes Hodgson, 1845
  - Horornis brunnescens (Hume, 1872)
  - Horornis acanthizoides (Verreaux, 1871)
  - Horornis vulcanius (Blyth, 1870)
  - Horornis flavolivaceus (Blyth, 1845)
- Genere Tesia
  - Tesia cyaniventer Hodgson, 1837
  - Tesia olivea (McClelland, 1840)
  - Tesia everetti (Hartert, 1897)
  - Tesia superciliaris (Bonaparte, 1850)
- Genere Cettia
  - Cettia cetti (Temminck, 1820)
  - Cettia major (Moore, 1854)
  - Cettia brunnifrons (Hodgson, 1845)
  - Cettia castaneocoronata (Burton, 1836)
- Genere Urosphena
  - Urosphena squameiceps (Swinhoe, 1863)
  - Urosphena whiteheadi (Sharpe, 1888)
  - Urosphena subulata (Sharpe, 1884)
  - Urosphena pallidipes (Blanford, 1872)
  - Urosphena neumanni (Rothschild, 1908)